# لوري شورت
لوري شورت (بالإنجليزية: Laurie Short)‏ هو نقابي أسترالي، ولد في 15 ديسمبر 1915، وتوفي في 24 مارس 2009.